# Koralpe
Koralpe este o arie protejată (sit de importanță comunitară — SCI) din Austria întinsă pe o suprafață de 750,07 ha, integral pe uscat.

## Localizare
Centrul sitului Koralpe este situat la coordonatele 46°48′26″N 14°59′47″E / 46.8073°N 14.9963°E.

## Înființare
Situl Koralpe a fost declarat sit de importanță comunitară în octombrie 2015 pentru a proteja un număr necunoscut de specii din flora spontană și fauna sălbatică aflate în arealul zonei.

## Biodiversitate
Situată în ecoregiunea continentală, aria protejată conține 2 habitate naturale: Formațiuni ierboase bogate în specii de Nardus, dezvoltate pe substraturi silicioase în zone montane (și în zone submontane, în Europa continentală), Formațiuni pioniere alpine de Caricion bicoloris-atrofuscae.
La baza desemnării sitului se află un număr nedeclarat de specii protejate.